# Cetingrad
Cetingrad je općina u Hrvatskoj, u Karlovačkoj županiji.

## Zemljopis
Cetingrad je mjesto u središnjem dijelu Hrvatske. Nastao je nedaleko od ruševina srednjovjekovne tvrđave Cetin. Općina Cetingrad nalazi se na području županije Karlovac. Graniči s gradom Slunjem, općinama Rakovica, Topusko, Vojnić i općinom Velika Kladuša u Bosni i Hercegovini.

## Stanovništvo
Po popisu stanovništva iz 2001. godine, općina Cetingrad imala je 2746 stanovnika, raspoređenih u 36 naselja:
- Batnoga – 128
- Begovo Brdo – 7
- Bilo – 58
- Bogovolja – 205
- Buhača – 29
- Cetingrad – 351
- Cetinski Varoš – 57
- Delić Poljana – 16
- Donja Žrvnica – 9
- Donje Gnojnice – 31
- Đurin Potok – 74
- Glinice – 67
- Gnojnice – 47
- Gojkovac – 20
- Gornja Žrvnica – 2
- Gornje Gnojnice – 47
- Grabarska – 154
- Kapljuv – 34
- Kestenje – 37
- Komesarac – 182
- Kruškovača – 108
- Kuk – 7
- Luke – 27
- Maljevac – 149
- Maljevačko Selište – 1
- Pašin Potok – 238
- Podcetin – 69
- Polojski Varoš – 50
- Ponor – 123
- Ruševica – 65
- Sadikovac – 51
- Srednje Selo – 30
- Strmačka – 22
- Šiljkovača – 71
- Tatar Varoš – 167
- Trnovi – 13

| broj stanovnika | 8747  | 8443  | 8416  | 9288  | 9483  | 9344  | 8702  | 10040 | 8137  | 8005  | 7494  | 6628  | 5151  | 4758  | 2746  | 2027  | 1491  |
|                 | 1857. | 1869. | 1880. | 1890. | 1900. | 1910. | 1921. | 1931. | 1948. | 1953. | 1961. | 1971. | 1981. | 1991. | 2001. | 2011. | 2021. |

| broj stanovnika | 596   | 651   | 671   | 693   | 552   | 568   | 480   | 557   | 415   | 405   | 438   | 358   | 895   | 910   | 351   | 319   | 293   |
|                 | 1857. | 1869. | 1880. | 1890. | 1900. | 1910. | 1921. | 1931. | 1948. | 1953. | 1961. | 1971. | 1981. | 1991. | 2001. | 2011. | 2021. |

### Nacionalni sastav, 2001.
- Hrvati – 2105 (76,66)
- Bošnjaci – 269 (9,80)
- Srbi – 145 (5,28)
- Nijemci – 1
- Ukrajinci – 1
- ostali – 134 (4,88)
- neopredijeljeni – 39 (1,42)
- nepoznato – 52 (1,89)

### Cetin Grad (naseljeno mjesto)
- 2001. – 351
- 1991. – 910 (Hrvati – 655, Srbi – 195, Jugoslaveni – 6, ostali – 54)
- 1981. – 895 (Hrvati – 604, Srbi – 182, Jugoslaveni – 106, ostali – 3)
- 1971. – 999 (Hrvati – 752, Srbi – 244, ostali – 3)

## Uprava
Srednje velika općina podijeljena je u 36 naselja koja čine 10 mjesnih odbora.
Ustroj općine:
- općinsko vijeće (14 članova, u koje su sukladno zakonu uključene nacionalne manjine)
- općinsko poglavarstvo (5 članova)
- jedinstveni upravni odjel (6 djelatnika)

Općina ima i vlastiti komunalni pogon. Postoji i Vijeće bošnjačke nacionalne manjine.
Načelnica općine: Marina Kalić.

## Povijest
Cetingrad duguje svoje ime i povijest obližnjim ruševinama starog grada Cetina. Vrijeme nastanka Cetina nije poznato, ali postoje naznake da je postojao već u vrijeme Rimskog carstva.[nedostaje izvor]
Srednji vijek bio je razdoblje najvećeg procvata Cetina. Pokraj tvrđave nalazio se franjevački samostan i nekoliko crkava. U to vrijeme Cetin je bio vlast Frankopana i odigrao je važnu ulogu u hrvatskoj povijesti. Poslije poraza u Mohačkoj bitki, 1526 god., u Cetinu se krajem iste i početkom sljedeće godine sastalo hrvatsko plemstvo na Cetinskom saboru. Tada je habsburški nadvojvoda Ferdinand I. Habsburški izabran za hrvatskog kralja. Cetingradska povelja, koju su tom prilikom potpisali hrvatski velikaši, a primili Ferdinandovi predstavnici, jedan je od najvažnijih dokumenata hrvatske državotvornosti i pohranjena je u Austrijskom Državnom arhivu u Beču.[nedostaje izvor]
Tijekom sljedećih stoljeća Cetin je postao dio Hrvatske vojne krajine, granice između Habsburške monarhije i Osmanskog Carstva. U to vrijeme zauzeli su ga Turci u više navrata. Više puta bio je razrušen i popravljan. 1790 god. habsburške trupe pod zapovjedništvom generala Wallischa, sa znatnim udjelom hrvatskih vojnika i časnika, konačno su ga oslobodile i vratile u sastav Hrvatske vojne krajine, odnosno Hrvatske u sklopu Habsburške monarhije. S prestankom turske opasnosti, u 19. stoljeću tvrđava je napuštena i upotrebljena kao kamenolom. Civilne vlasti su preseljene u ondašnje Vališselo, današnji Cetingrad, koje je nastalo sjeverno od Cetina. Malo naselje uz staru utvrdu dobilo je kasnije ime Podcetin.[nedostaje izvor]
Tijekom 19. i 20. stoljeća područje Cetingrada je rijetko naseljeno i bez pravih mogućnosti za ekonomski razvoj. Drugi svjetski rat ponovo donosi smrt i razaranje u te krajeve. Za vrijeme Titove Jugoslavije to je područje zapostavljeno. Zbog siromaštva stanovništvo se iseljava, najprije u Ameriku, Kanadu i Australiju a poslije u europske države.[nedostaje izvor]
1991. god. JNA uz pomoć lokalnog srpskog stanovništva zauzela je grad i potpuno ga razorila. Razdoblje od 1992. do 1995. god. većina stanovnika provela je u izbjeglištvu. 1995 g., u vrijeme okupacije, JNA je u blizini Cetingrada srušila UN-ov helikopter. U nesreći je poginuo Irfan Ljubijankić, ministar vanjskih poslova Bosne i Hercegovine. Cetingrad je oslobođen 7. kolovoza 1995. u Operaciji Oluja.[nedostaje izvor]
Poslije Domovinskog rata grad je uspješno obnovljen i većina stanovništva vratila se na svoje domove.[nedostaje izvor]

## Gospodarstvo
Glavna gospodarska djelatnost je proizvodnja i prodaja poljoprivrednih proizvoda: mlijeka, sira i uzgoj stoke.
Prateća gospodarska djelatnost je malo i srednje poduzetništvo (obrada drveta, prijevozničke usluge, trgovina, ugostiteljstvo).
Zbog lijepe prirode i bogate šume postoje i dobre mogućnosti za lovni i seoski turizam. [nedostaje izvor]

## Spomenici i znamenitosti
- Stari grad Cetin
- Crkva Uznesenja bl. djevice Marije
- Spomenik poginulim hrvatskim braniteljima

## Obrazovanje
Jedna osnovna škola u Cetingradu koja u svom sastavu ima PŠ Maljevac.

## Kultura
Glavni godišnji događaji su Dan općine (7. kolovoza) i zborovi na dan Sv. Josipa, Sv. Petra i Pavla i Blagdan Velike Gospe. Na dan Sv. Josipa svake se godine održava i tradicionalni stočni sajam. U Cetingradu djeluje KUD Cetingradska tamburica.

## Šport
Nogometni klub Cetingrad 2004. god. izborio je ulazak u 1. županijsku ligu Karlovačke županije. Iste godine izgrađen je i nogometni stadion.
Na području općine djeluje i Lovačko društvo Kuna.

## Poznate osobe
- Ivan Frankopan Cetinski
- Martin Davorin Krmpotić, hrv. svećenik, preporoditelj, misionar, esejist, službovao je kao kapelan u Cetingradu
- Tomo Medved, brigadni general Hrvatske vojske i ministar u Vladi RH